# Kostis Palamas
Kostis Palamas, gr. Κωστής Παλαμάς (ur. 13 stycznia 1859 w Patras, zm. 27 lutego 1943 w Atenach) – grecki poeta, prozaik, dramaturg, krytyk literatury. Uważany za jednego z największych poetów Grecji nowożytnej, wywarł duży wpływ na kształtowanie się języka nowogreckiego. Znany jako autor słów Hymnu olimpijskiego (1896).

## Życiorys
Palamas urodził się w Patras na Peloponezie, ale jego rodzice pochodzili z Mesolongi. Ojciec poety wychował się w rodzinie intelektualistów, o wielu osiągnięciach, zwłaszcza w dziedzinie edukacji: pradziadek Panajotis Palamas (1722-1803) założył w Mesolongi znaną szkołę "Palamea scholi" (gr."Παλαμαία Σχολή"), dziadek Joanis nauczał w Akademii Patriarszej w Konstantynopolu.
Gdy Palamas miał 6 lat, stracił oboje rodziców, a opieką nad przyszłym poetą i jego rodzeństwem podzielili się bliscy krewni: siostra matki zajęła się jego młodszym bratem, Kostis wraz ze starszym bratem trafił pod opiekę wuja Dimistriosa Palamasa, który mieszkał w Mesolongi. Tam też przebywał przyszły poeta od roku 1867 do 1875, w atmosferze raczej nieprzyjemnej i depresyjnej, która naturalnie wpłynęła na delikatną psychikę młodego człowieka. Taki też obraz przedstawia poeta w wierszach, w których wspomina swoje dzieciństwo. Pierwszy wiersz napisał Kostis, gdy miał 9 lat i był to, jak to sam później określił "wiersz dla śmiechu"
Po ukończeniu gimnazjum Palamas zamieszkał w Atenach (1875), gdzie zamierzał studiować prawo. Szybko jednak porzucił studia i zdecydował się zająć literaturą. Publikował w gazetach i czasopismach różne wiersze, w 1876 złożył do konkursu poetyckiego zbiór napisany katarewusą, z widoczymi wpływami I Szkoły Ateńskiej, został on jednak odrzucony przez komisję ι nazwany "wiejącymi chłodem ćwiczeniami poetyckimi przeuczonego gramatyka". Pierwszym samodzielnym wydaniem Palamasa był poemat "Mesolongi" z 1878 r. Od 1898 r. wraz z przyjaciółmi ze studiów Nikosem Kampasem (z którym dzielił pokój)i Jeorjosem Drosinisem współpracował z gazetami polityczno-satyrycznymi "Rabagas" (gr. "Ραμπαγάς")i "Mi chanese" (gr. "Μη χάνεσαι") Ci trzej przyjaciele mieli świadomość zmierzchu ateńskiego romantyzmu i swoimi utworami przedstawiali nowy program poetycki, co oczywiście wzbudzało sprzeciw starszych poetów, nazywano ich protekcjonalnie "dzieciakami" lub poetami "Nowej Szkoły".
W 1886 został opublikowany jego pierwszy zbiór poetycki "Pieśni mojej ojczyzny" w ludowym języku dimotiki, zgodnie z duchem Nowej Szkoły Ateńskiej. W 1887 ożenił się z Marią Walwi, z którą miał troje dzieci, a wśród nich także przyszłego poetę Leandrosa Palamasa. W 1889 wydano "Hymn do Ateny", poświęcony żonie autora, którym wygrał konkurs poetycki w tymże roku.
W r. 1898, gdy w wieku czterech lat zmarł jego synek Alkis, opublikował cykl trenów "Mogiła". W r. 1897 został sekretarzem Uniwersytetu Ateńskiego. Także w 1897 r. zaczął publikować swoje najważniejsze zbiory poetyckie, takie jak "Jamby i Anapesty" (1897) "Życie nieporuszone" (1904), "Dodekalog Cygana" (1907), "Królewski flet" (1910). W 1926 r. został jednym z najważniejszych członków Akademii Ateńskiej, której został przewodniczącym w 1930 r.
Zmarł w r, 1943, po ciężkiej chorobie, 40 dni po śmierci swojej żony (o której zresztą nie został powiadomiony, ze względu na bardzo już zły stan zdrowia). Pogrzeb Palamasa przeszedł do historii jako manifestacja patriotyczna, gdy, na oczach niemieckiego okupanta, tysiące osób towarzyszyło mu w ostatniej drodze na I cmentarzu w Atenach, śpiewając hymn narodowy.
Dom rodziny Palamasa w Patrze, przy ulicy Korintos (gr. οδός Κορίνθου) przetrwał do dziś. Gdy Palamasowie opuścili Patras, wynajęła go włoska rodzina Serao, i tam też urodziła się włoska pisarka Matilde Serao. Współcześnie mieści się tam Instytut Kostisa Palamasa.

## Pisma
Palamas był jednym z najpłodniejszych greckich literatów. Opublikował w sumie 40 zbiorów poetyckich, a także dramaty, teksty krytyczne, eseje historyczne oraz badania teoretycznoliterackie.

### Poezja
- Pieśni mojej ojczyzny (1886)
- Hymn do Ateny (1889)
- Oczy mojej duszy (1892)
- Jamby i anapesty (1897)
- Mogiła (1898)
- Οι χαιρετισμοί της Ηλιογέννητης (1900)
- Życie nieporuszone (1904)
- Życie nieporuszone (1907)
- Królewski flet (1910)
- Żale laguny (1912)
- Ćwiczenia satyryczne (1912)
- Miasto i samotność (1912)
- Ołtarze (1915)
- Wiersze nie na czasie (1919)
- Czternastowiersze (1919)
- Wiersze nieśmiałe i szorstkie (1928)
- Cykl czterowierszy (1929)
- Wieczorny ogień (1944, wydanie pośmiertne, zredagowane przez syna Leandra.)

### Proza
- Śmierć junaka - opowiadanie (1901)
- Opowiadania (1920)

### Dramat
- Arcyszlachetna (1903)

### Eseistyka
Palamas był jednym z najważniejszych greckich krytyków literackich, odkrył wartość dzieł Andreasa Kalwosa, Dionizjosa Solomosa i całej Szkoły Jońskiej.